# 밀조주

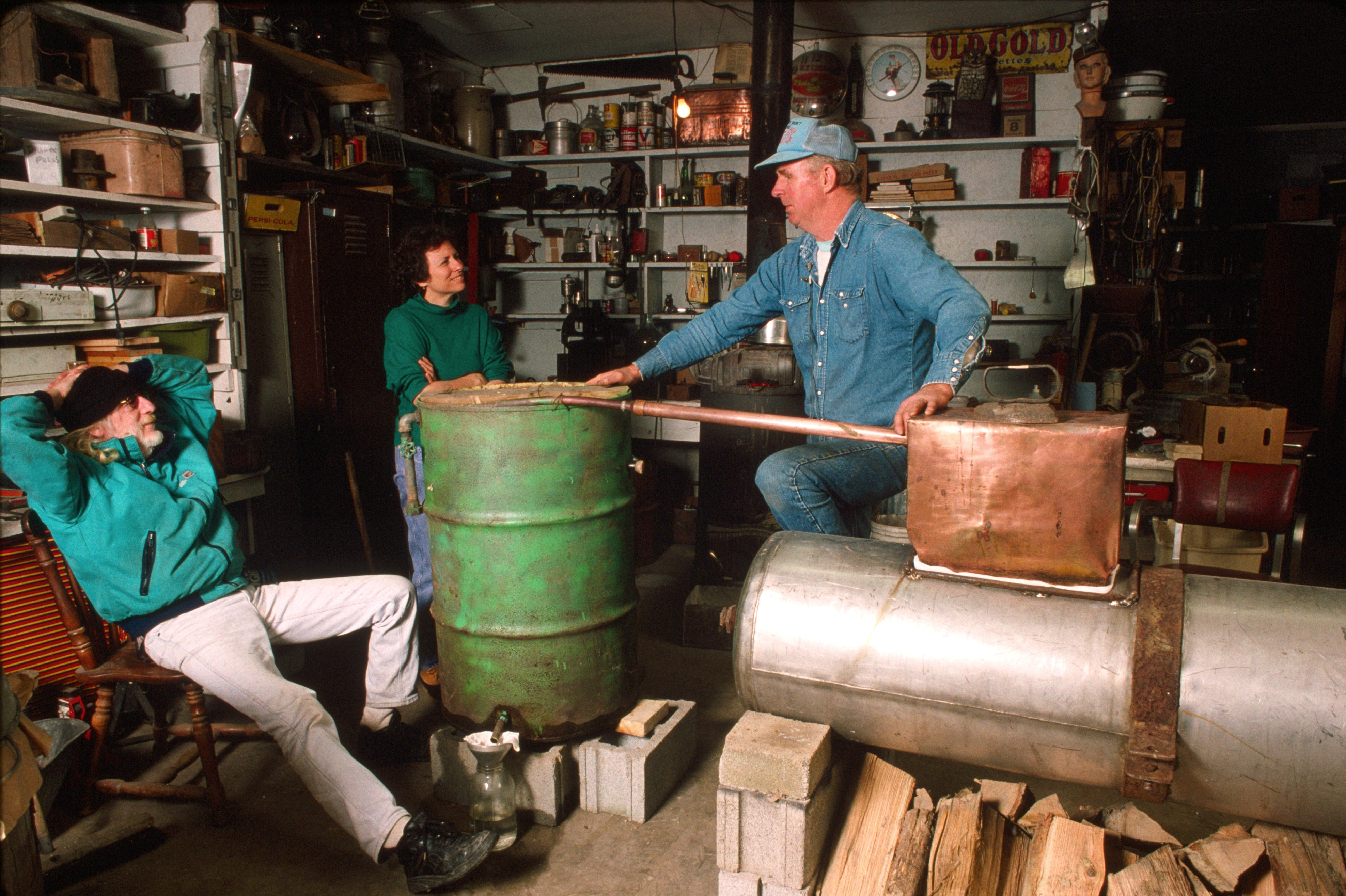
웨스트버지니아의 전직 밀주사가 과거 밀주를 빚은 방식을 시연해 보이고 있다.

밀조주(密造酒, 영어: moonshine)는 정부 등 공공기관의 허가를 받지 않고 제조된 알코올 음료의 총칭이다. 본래 주세 부과 대상인 주류를 무단으로 제조하기 때문에 대부분의 현대 국가에서는 밀조주 제조가 엄히 처벌되는 경향이 있다.

## 같이 보기
- 주류·담배·화기 및 폭발물 단속국
- 홈브루잉